# Bergeranthus longisepalus
Bergeranthus longisepalus är en isörtsväxtart som beskrevs av L. Bol. Bergeranthus longisepalus ingår i släktet Bergeranthus och familjen isörtsväxter. Inga underarter finns listade i Catalogue of Life.